# Meridià 65 a l'oest
El meridià 65 a l'oest de Greenwich és una línia de longitud que s'estén des del pol Nord travessant l'oceà Àrtic, Groenlàndia, Amèrica del Sud, l'oceà Atlàntic, l'oceà Antàrtic, i l'Antàrtida fins al pol Sud.
El meridià 65 a l'oest forma un cercle màxim amb el meridià 115 a l'est. Com tots els altres meridians, la seva longitud correspon a una semicircumferència terrestre, uns 20.003,932 km. Al nivell de l'Equador, és a una distància del meridià de Greenwich de 7.235 km.

## De Pol a Pol
Començant en el pol Nord i dirigint-se cap al pol Sud, aquest meridià travessa:
| Coordenades                             | País, territori o mar   | Notes |
| --------------------------------------- | ----------------------- | --- |
| 90° 0′ N, 65° 0′ O / 90.000°N,65.000°O  | Oceà Àrtic              | |
| 83° 18′ N, 65° 0′ O / 83.300°N,65.000°O | Mar de Lincoln          | |
| 82° 54′ N, 65° 0′ O / 82.900°N,65.000°O | Canadà                  | Nunavut — Ellesmere |
| 81° 20′ N, 65° 0′ O / 81.333°N,65.000°O | Estret de Nares         | |
| 80° 46′ N, 65° 0′ O / 80.767°N,65.000°O | Groenlàndia             | |
| 76° 1′ N, 65° 0′ O / 76.017°N,65.000°O  | Badia de Baffin         | |
| 70° 0′ N, 65° 0′ O / 70.000°N,65.000°O  | Estret de Davis         | |
| 68° 3′ N, 65° 0′ O / 68.050°N,65.000°O  | Canadà                  | Nunavut — Illa de Baffin |
| 70° 0′ N, 65° 0′ O / 70.000°N,65.000°O  | Estret de Davis         | Badia Cumberland |
| 64° 29′ N, 65° 0′ O / 64.483°N,65.000°O | Canadà                  | Nunavut — Illa Christopher Hall, illes Leybourne i illa de Baffin |
| 62° 29′ N, 65° 0′ O / 62.483°N,65.000°O | Estret de Davis         | |
| 64° 29′ N, 65° 0′ O / 64.483°N,65.000°O | Canadà                  | Nunavut — Illa Edgell i illa Resolution |
| 61° 24′ N, 65° 0′ O / 61.400°N,65.000°O | Estret de Hudson        | |
| 59° 46′ N, 65° 0′ O / 59.767°N,65.000°O | Canadà                  | Quebec Terranova i Labrador — Labrador des de 54° 55′ N, 65° 0′ O / 54.917°N,65.000°O Quebec — des de 51° 45′ N, 65° 0′ O / 51.750°N,65.000°O                                                            |
| 50° 16′ N, 65° 0′ O / 50.267°N,65.000°O | Golf de Sant Llorenç    | |
| 49° 13′ N, 65° 0′ O / 49.217°N,65.000°O | Canadà                  | Quebec — Península de Gaspé |
| 48° 7′ N, 65° 0′ O / 48.117°N,65.000°O  | Badia de Chaleur        | |
| 47° 50′ N, 65° 0′ O / 47.833°N,65.000°O | Canadà                  | Nova Brunswick |
| 45° 33′ N, 65° 0′ O / 45.550°N,65.000°O | Badia de Fundy          | |
| 45° 5′ N, 65° 0′ O / 45.083°N,65.000°O  | Canadà                  | Nova Escòcia |
| 43° 46′ N, 65° 0′ O / 43.767°N,65.000°O | Oceà Atlàntic           | Passa a l'oest de Bermudes (a 32° 17′ N, 64° 54′ O / 32.283°N,64.900°O) |
| 18° 23′ N, 65° 0′ O / 18.383°N,65.000°O | Illes Verges Americanes | Illa de Saint Thomas |
| 18° 21′ N, 65° 0′ O / 18.350°N,65.000°O | Mar Carib               | Passa a l'oest de l'illa de Saint Croix, Illes Verges Americanes (a 17° 41′ N, 64° 54′ O / 17.683°N,64.900°O) · Passa a l'est de illa La Tortuga, Veneçuela (a 10° 54′ N, 65° 12′ O / 10.900°N,65.200°O) |
| 10° 4′ N, 65° 0′ O / 10.067°N,65.000°O  | Veneçuela               | |
| 1° 11′ N, 65° 0′ O / 1.183°N,65.000°O   | Brasil                  | Amazonas Rondônia — des de 9° 20′ S, 66° 0′ O / 9.333°S,66.000°O |
| 12° 0′ S, 65° 0′ O / 12.000°S,65.000°O  | Bolívia                 | |
| 22° 5′ S, 65° 0′ O / 22.083°S,65.000°O  | Argentina               | |
| 40° 46′ S, 65° 0′ O / 40.767°S,65.000°O | Oceà Atlàntic           | Golf de San Matías |
| 42° 7′ S, 65° 0′ O / 42.117°S,65.000°O  | Argentina               | |
| 43° 16′ S, 65° 0′ O / 43.267°S,65.000°O | Oceà Atlàntic           | Passa a través de l'estret de Le Maire entre Illa Gran de Tierra del Fuego (a 54° 39′ S, 65° 6′ O / 54.650°S,65.100°O) i Illa de Los Estados (a 54° 50′ S, 64° 45′ O / 54.833°S,64.750°O), Argentina     |
| 60° 0′ S, 65° 0′ O / 60.000°S,65.000°O  | Oceà Antàrtic           | |
| 65° 55′ S, 65° 0′ O / 65.917°S,65.000°O | Antàrtida               | Antàrtida Argentina, reclamat per Argentina · Territori Antàrtic Xilè, reclamat per Xile · Territori Antàrtic Britànic, reclamat per Regne Unit                                                          |